# Beans (Looney Tunes)
Pour les articles homonymes, voir Beans.
Beans le chat  (Beans the Cat) est un personnage des cartoons Looney Tunes. Créé par Friz Freleng, Jack King et Tex Avery, sa première apparition date de 1935 dans le dessin animé Je n'ai pas de chapeau (I Haven't Got a Hat).

## Filmographie

### 1935
- Je n'ai pas de chapeau (I Haven' Got a Hat) Nommé Crapule
- The Country Mouse Nommé Crapule (caméo)
- A Cartoonist's Nightmare
- Le Gaffeur d'Hollywood (Hollywood Capers)
- Gold Diggers of '49
- The Fire Alarm

### 1936
- Plane Dippy (caméo)
- Alpine Antics
- The Phantom Ship
- Boom Boom
- Westward Whoa